# Поль Дірак
Поль Адріє́н Мо́ріс Діра́к (англ. Paul Adrien Maurice Dirac; 8 серпня 1902 — 20 жовтня 1984, Таллахассі) — британський фізик, лавреат Нобелівської премії з фізики 1933 року (спільно з Ервіном Шредінгером).

## Біографічні відомості
Поль Адрієн Моріс Дірак народився в Бристолі, в сім'ї уродженця Швейцарії Чарлза Адрієна Ладіслава Дірака, вчителя французької мови в приватній школі, і англійки Флоренс Ганни (Голтен) Дірак. Спочатку Дірак вчився в комерційному училищі в Бристолі, а потім вивчав електротехніку в Бристольському університеті, який закінчив у 1921 році із ступенем бакалавру наук. Ще в університеті він зацікавився теорією відносності Альберта Ейнштейна й протягом двох років понад звичайний курс вивчав математику. Потім він поступив в аспірантуру з математики коледжу св. Йогана у Кембриджі й 1926 року захистив докторську дисертацію. Наступного року Дірак став членом наукової ради того ж коледжу.

## Внесок у фізику
У роки, коли Дірак проходив аспірантуру в Кембриджі, Вернер Гейзенберг і Ервін Шредінгер розробили свої формулювання квантової механіки, застосувавши квантову теорію до опису поведінки атомних і субатомних систем і руху таких частинок, як електрон.
Дірак почав вивчати рівняння Гейзенберга і Шредінгера, щойно ті були опубліковані в 1925, вказавши при цьому декілька корисних зауважень. Одним з недоліків квантової механіки було те, що вона була розроблена лише стосовно частинок, що мають малу швидкість (у порівнянні зі швидкістю світла), а це дозволяло нехтувати ефектами, що розглядаються теорією відносності Ейнштейна. Ефекти теорії відносности стають істотними, тільки коли швидкості починають наближатися до швидкости світла. Шредінґер першим спробував зняти обмеження на швидкість в квантовій механіці, але не досяг успіху у цьому.
Одна з причин, якими пояснювалися його невдачі, полягала в тому, що він не врахував таку властивість електрона, як спін (обертання навкруги власної осі на зразок дзиґи), яке у той час було лише гіпотезою при поясненні деяких деталей лінійчастих спектрів, що не вкладалися в рамки традиційного опису. Дірак поставив перед собою задачу ввести відносність у хвильове рівняння, записавши його в релятивістській формі. Виведене ним і опубліковане 1928 року рівняння зветься тепер рівнянням Дірака. Воно дозволило досягти згоди з експериментальними даними. Зокрема, спін, що був раніше гіпотезою, підтверджувався рівнянням Дірака. Це було тріумфом його теорії. Крім того, рівняння Дірака дозволило передбачити магнітні властивості електрона (магнітний момент).
Але цим сюрпризи, що їх несла в собі теорія Дірака, не вичерпувалися. Теорія вказувала на можливість існування негативних енергій, які з погляду науки того часу не можна було інтерпретувати. Подолавши спокусу відкинути від'ємні енергії як «математичну аберацію», позбавлену фізичного значення, Дірак прийшов до висновку, що стани з від'ємною енергією реально існують. Розглядаючи дію електромагнітного поля на електрон з від'ємною енергією, він знайшов, що рух електрона в цьому випадку еквівалентний руху електрона з протилежним, тобто позитивним, електричним зарядом. Дірак припустив, що позитивно зарядженою частинкою може бути протон.
Застосовуючи принцип виключення Паулі, згідно з яким у кожному динамічному стані може перебувати тільки один електрон, Дірак висловив припущення про те, що майже всі стани з від'ємною енергією вже зайняті, тому однорідний фон неспостережний. Але вакантний (незайнятий) енергетичний стан, подібно до дірки в однорідному «безликому середовищі», може спостерігатися. Дірка поводиться як позитивно заряджений електрон. Крім того, оскільки вона відповідає недостачі від'ємної енергії, її енергія додатна, як і енергія всіх відомих частинок. Таким чином, Дірак передбачив існування античастинки, близнюка електрона.
Він показав також, що електрон може зайняти вакантну дірку, а це еквівалентно зіткненню електрона з «антиелектроном», внаслідок чого обидві частинки анігілюють з тим, що вивільняється енергії у вигляді кванта випромінення — фотона. Діраку ж належить теоретичний прогноз можливості народження електрон-антиелектронної пари з фотона достатньо великої енергії. Передбачений Діраком антиелектрон був відкритий в 1932 року Карлом Д. Андерсеном і отримав назву позитрон. Пізніше підтвердилося і припущення Дірака про можливість народження пари. Згодом Дірак висунув гіпотезу про те, що й інші частинки, такі, як протон, також повинні мати свої аналоги з антиматерії, але для опису таких пар частинок і античастинок була потрібно б складніша теорія. Існування антипротона було підтверджено експериментально 1955 року Оуеном Чемберленом. У наш час[коли?] відомі і багато інших античастинок.
Рівняння Дірака дозволило внести ясність в проблему розсіювання рентгенівського випромінювання речовиною. Було доведено, що рентгенівське випромінювання після розсіяння може відмінну від первинного довжину хвилі. Це суперечило старій теорії, яка стверджувала незмінність довжини хвилі при розсіюванні. У 1923 Артур Комптон відкрив так званий ефект Комптона, який кількісно показав, що фотон рентгенівського випромінювання взаємодіє з окремим електроном. Електрон приходить в рух, і набута ним кінетична енергія віднімається від енергії рентгенівського фотона. Розсіяний фотон має меншу енергію, ніж до розсіяння і, отже, відповідає рентгенівському випромінюванню з меншою частотою і більшою довжиною хвилі. Взаємодія фотона з електроном математично має багато спільного із зіткненням більярдних куль. Відкриття ефекту Комптона ще раз підтвердило двоїсту природу випромінювання — корпускулярно-хвильовий дуалізм. Рентгенівське випромінювання спочатку веде себе як хвиля, потім взаємодіє з електроном як частинка (фотон) і після зіткнення знов розповсюджується, як хвиля. Теорія Дірака дає докладний кількісний опис такої взаємодії.
Пізніше Дірак (і незалежно від нього Енріко Фермі) відкрив статистичний розподіл енергії в системі електронів, відомий тепер під назвою статистика Фермі — Дірака. Ця робота мала велике значення для теоретичного осмислення електричних властивостей металів і напівпровідників.
Дірак передбачив також існування магнітних монополів — ізольованих позитивних або негативних магнітних частинок, подібних до позитивно або негативно заряджених електричних частинок. Спроби експериментально знайти магнітні монополі досі не увінчалися успіхом. Всі відомі магніти мають два полюси — північний і південний, які невіддільні один від одного. Дірак висловив припущення і про те що природні фізичні константи, наприклад гравітаційна стала, можуть виявитися не постійними в точному значенні слова, а поволі змінюватися з часом. Ослаблення гравітації, якщо воно взагалі існує, відбувається настільки поволі, що знайти його надзвичайно важко, і тому воно залишається гіпотетичним.

## Нобелівська премія з фізики
Дірак і Шредінґер отримали Нобелівську премію з фізики у 1933 «за відкриття нових продуктивних форм атомної теорії». «Із загальнофілософської точки зору, — сказав Дірак в своїй короткій Нобелівській лекції, — кількість різних типів елементарних частинок (принаймні, так здається на перший погляд) повинна бути мінімальною, наприклад одна або найбільше дві. Але з експериментальних даних відомо, що кількість різних типів набагато більша. Більш того, кількість типів елементарних частинок проявляє останніми роками вельми тривожну тенденцію до збільшення». На закінчення лекції Дірак вказав на можливість існування «зірок, що складаються головним чином з позитронів і антипротонів, що витікає з симетрії між додатними і від'ємними електричними зарядами. Можливо, одна половина зір належить до одного типу, а інша — до іншого. Ці два типи зірок повинні були б мати однакові спектри, і розрізнити їх методами сучасної астрономії б було неможливо».
Після завершення робіт із релятивістської квантової механіки Дірак багато подорожував, побував в університетах Японії, Радянського Союзу і Сполучених Штатів. З 1932 року і до виходу у відставку в 1968 він був професором фізики в Кембриджі (ту ж катедру колись займав Ісаак Ньютон). Після того, як Дірак залишив Кембридж, він був запрошений в університет Флориди, професором якого залишався до кінця життя.
У 1937 Дірак одружився з Марґіт Віґнер, сестрою фізика Юджина Пола Віґнера. У них було дві дочки. Дірак був тихою, замкнутою і небагатослівною людиною. Він волів працювати поодинці, й безпосередніх учнів у нього було мало. Дірак любив довгі пішохідні прогулянки.
Дірак помер у Таллахассі в 1984.

## Відзнаки і нагороди
Крім Нобелівської премії, Дірак був нагороджений Королівською медаллю (1939) і медаллю Коплі (1952) Лондонського королівського товариства (членом якого він став в 1930 році). З 1932 був лукасівським професором математики в Кембриджському університеті. Він був вибраний іноземним членом американської Національної академії наук (1949) і членом Папської академії наук (1961). У 1973 Дірак був нагороджений орденом «За заслуги» Великої Британії.